# Wolfgang Ilg

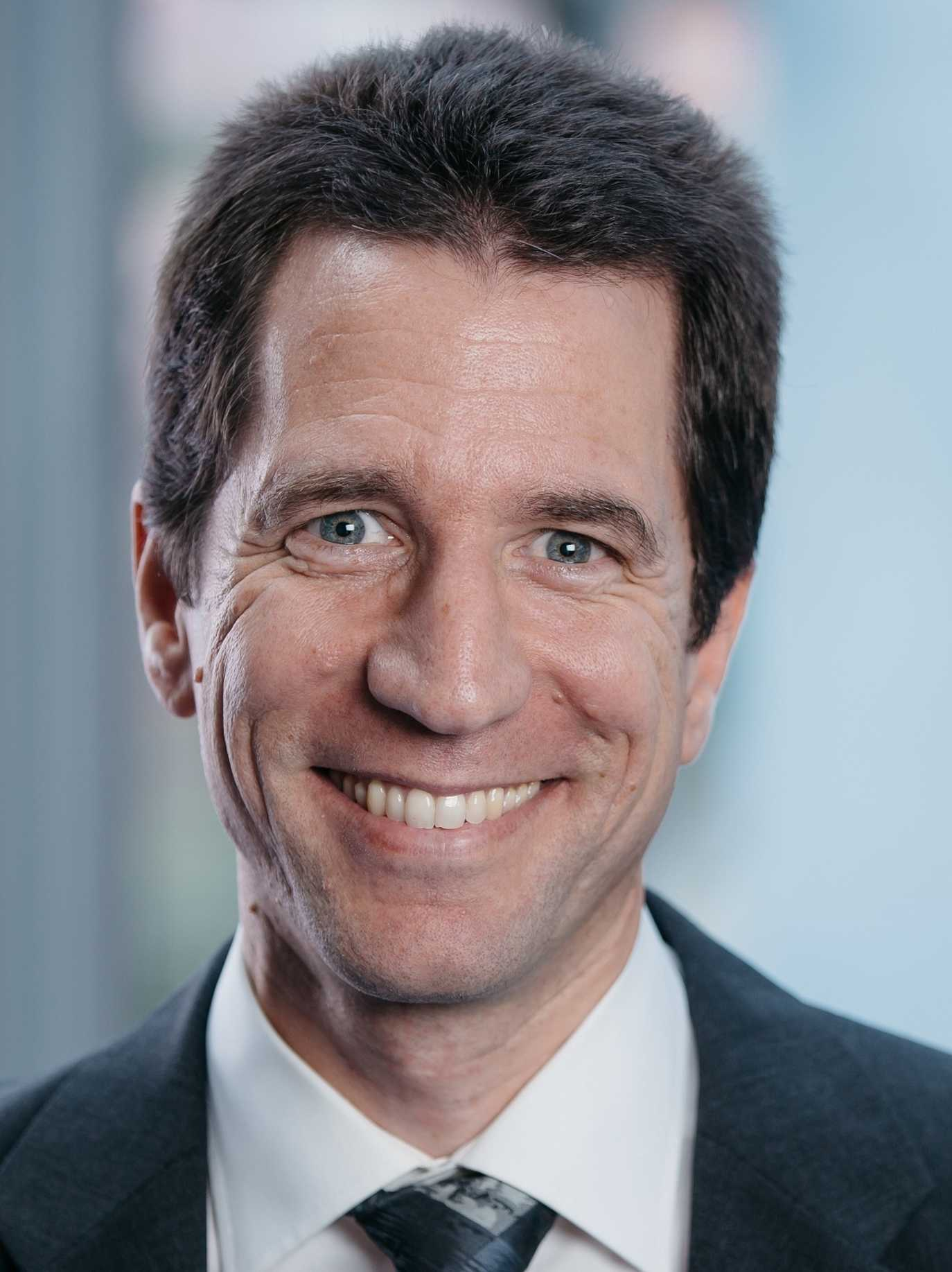
Wolfgang Ilg

Wolfgang Ilg (* 1973 in Tübingen) ist ein deutscher Psychologe und Theologe, der als Professor an der Evangelischen Hochschule Ludwigsburg lehrt und forscht.

## Leben
Wolfgang Ilg wurde 1973 in Tübingen geboren und legte dort 1992 die Abiturprüfung ab. Nach einem Jahr Zivildienst studierte er von 1993 bis 2002 an der Eberhard-Karls-Universität Tübingen sowie an der University of Edinburgh (Schottland) die Fächer Evangelische Theologie und Psychologie. Von 2002 bis 2005 absolvierte er bei der Evangelischen Landeskirche in Württemberg sein Vikariat in Dagersheim (bei Böblingen) und wurde im Anschluss zum Pfarrer ordiniert. Von 2006 bis 2009 arbeitete er als Wissenschaftlicher Mitarbeiter von Friedrich Schweitzer an der Universität Tübingen und baute dort die bundesweite und internationale Forschung zur Konfirmandenarbeit mit auf.
2011 erfolgte die Promotion zum Dr. rer. nat. an der Mathematisch-Naturwissenschaftlichen Fakultät der Universität Tübingen (Promotionsfach Psychologie) mit einer Dissertation zum Thema Prädiktoren von Bildungsprozessen in Jugendgruppen. In den Jahren 2009 bis 2018 arbeitete er nebenberuflich weiterhin als Wissenschaftlicher Mitarbeiter an der Universität Tübingen und leitete dort u. a. die Forschungsprojekte Jugend zählt und Jugend gefragt zur evangelischen Arbeit mit Kindern und Jugendlichen.
Von 2009 bis 2018 war Ilg Landesschülerpfarrer im Evangelischen Jugendwerk in Württemberg und leitete dort den Arbeitsbereich Schülerarbeit. In diese Zeit fiel der Aufbau der Ganztagsschule in Baden-Württemberg, bei dem Ilg in verschiedenen Arbeitsgruppen die Perspektive der außerschulischen Partner einbrachte.
Seit 2018 arbeitet Ilg als Professor für Gemeindepädagogik mit Schwerpunkt Kinder- und Jugendarbeit an der Evangelischen Hochschule Ludwigsburg. Als Experte für Fragen der Jugendarbeit wurde er in verschiedene Kommissionen berufen, darunter das Kammernetzwerk (bis 2021: Bildungskammer) der Evangelischen Kirche in Deutschland (seit 2010), den wissenschaftlichen Beirat zur 6. Kirchenmitgliedschaftsuntersuchung sowie das Landesjugendkuratorium der 17. Legislaturperiode der Landesregierung von Baden-Württemberg (seit 2022).

## Forschung
Die Forschungstätigkeit von Wolfgang Ilg besteht schwerpunktmäßig in quantitativ-sozialwissenschaftlichen Zugängen zum Feld der Jugendarbeit und Konfirmandenarbeit. Einige der Projekte sind Kooperationen mit internationalen Partnern. Mit der von ihm geleiteten Forschungsgruppe Jugendarbeit an der Evangelischen Hochschule Ludwigsburg bearbeitet er unter anderem folgende Themen:
- Jugend zählt: Statistische Erhebungen zur kirchlichen Arbeit mit Kindern und Jugendlichen.[2]
- i-konf: Forschung zur Konfirmandenarbeit: Bundesweite und internationale Befragungen zur Konfirmandenarbeit der evangelischen Kirchen[3]
- Freizeitenevaluation: Bereitstellung eines digitalen Tools für die vernetzte Selbstevaluation von Freizeiten und internationalen Jugendbegegnungen sowie Durchführung einer bundesweiten Panelstudie zu diesen Arbeitsfeldern[4]

## Publikationen (Auswahl)
- mit Larissa von Schwanenflügel: Lehrbuch Kinder- und Jugendarbeit. Beltz Juventa. Weinheim und Basel 2025.
- mit Cornelius Kuttler, Kerstin Sommer (Hrsg.): Jugend zählt 2. Einblicke und Perspektiven aus der Statistik 2022 zur Arbeit mit Kindern und Jugendlichen in den Evangelischen Landeskirchen Baden und Württemberg und ihrer Diakonie. buch+musik, Stuttgart 2024.
- mit Henrik Simojoki, Manuela Hees: Konfi-Arbeit in und nach der Corona-Pandemie. Empirische Befunde und Impulse für die Qualitätsentwicklung aus der dritten bundesweiten Studie. Gütersloher Verlagshaus, Gütersloh 2024.
- mit Manuela Hees, Eveliina Hellas, Linn Sæbø Rystad, Thomas Schlag, Henrik Simojoki: Developing Confirmation Work in Europe. Empirical Findings and Perspectives for Post-Pandemic Times. The Third International Study. Gütersloher Verlagshaus, Gütersloh 2024.
- Jugendarbeit gestalten (= Praktische Theologie konkret, Band 4). Vandenhoeck & Ruprecht, Göttingen 2021.
- mit Friedrich Schweitzer, Peter Schreiner (Hrsg.): Researching Non-Formal Religious Education in Europe. Waxmann, Münster 2019.
- mit Judith Dubiski: Wenn einer eine Reise tut. Evaluationsergebnisse von Jugendfreizeiten und internationalen Jugendbegegnungen. Wochenschau Verlag, Schwalbach 2015.